# Campionati del mondo di ciclismo su pista 2021 - Inseguimento individuale maschile
La gara di inseguimento individuale maschile ai Campionati del mondo di ciclismo su pista 2021 si è svolta il 22 ottobre 2021.

## Podio
| Pos.    | Atleta         | Nazionalità |
| ------- | -------------- | ----------- |
| Oro     | Ashton Lambie  | Stati Uniti |
| Argento | Jonathan Milan | Italia      |
| Bronzo  | Filippo Ganna  | Italia      |

## Risultati

### Qualificazioni
I migliori 2 tempi si qualificano alla finale per l'oro, il terzo e quarto tempo alla finale per il bronzo
| Posizione | Atleta              | Nazione               | Tempo    | Gap     | Note |
| --------- | ------------------- | --------------------- | -------- | ------- | ---- |
| 1         | Ashton Lambie       | Stati Uniti           | 4:03.237 |         | Q    |
| 2         | Jonathan Milan      | Italia                | 4:05.785 | +2.548  | Q    |
| 3         | Filippo Ganna       | Italia                | 4:06.402 | +3.165  | q    |
| 4         | Claudio Imhof       | Svizzera              | 4:07.609 | +4.372  | q    |
| 5         | Tobias Buck-Gramcko | Germania              | 4:08.596 | +5.359  |      |
| 6         | Nicolas Heinrich    | Germania              | 4:10.352 | +7.115  |      |
| 7         | Manlio Moro         | Italia                | 4:10.509 | +7.262  |      |
| 8         | Charlie Tanfield    | Gran Bretagna         | 4:13.840 | +10.603 |      |
| 9         | Shunsuke Imamura    | Giappone              | 4:14.751 | +11.514 |      |
| 10        | Thomas Denis        | Francia               | 4:15.333 | +12.096 |      |
| 11        | Lev Gonov           | Fed. Ciclistica Russa | 4:16.234 | +12.997 |      |
| 12        | Ivan Novolodskij    | Fed. Ciclistica Russa | 4:17.245 | +14.008 |      |
| 13        | Erik Martorell      | Spagna                | 4:20.307 | +17.070 |      |
| 14        | Daniel Crista       | Romania               | 4:20.401 | +17.164 |      |
| 15        | João Matias         | Portogallo            | 4:20.497 | +17.260 |      |
| 16        | Iúri Leitão         | Portogallo            | 4:22.716 | +19.479 |      |
| 17        | Alex Zapata         | Colombia              | 4:23.528 | +20.291 |      |
| 18        | Julián Osorio       | Colombia              | 4:25.546 | +22.309 |      |
| 19        | Aliaksiej Šmancar   | Bielorussia           | 4:26.337 | +23.100 |      |
| 20        | Volodymyr Džjus     | Ucraina               | 4:29.493 | +26.256 |      |
| 21        | Tomás Aguirre       | Messico               | 4:39.500 | +36.263 |      |
| 22        | Lotfi Tchambaz      | Algeria               | 4:40.105 | +36.868 |      |

### Finali
| Posizione            | Atleta         | Nazione     | Tempo     | Gap    |
| -------------------- | -------------- | ----------- | --------- | ------ |
| Finale per l'Oro     |                |             |           |        |
| 1                    | Ashton Lambie  | Stati Uniti | 4:05.060  |        |
| 2                    | Jonathan Milan | Italia      | 4:06.149  | +1.089 |
| Finale per il Bronzo |                |             |           |        |
| 3                    | Filippo Ganna  | Italia      | raggiunto |        |
| 4                    | Claudio Imhof  | Svizzera    |           |        |